# Xyloryctes teuthras
Xyloryctes teuthras är en skalbaggsart som beskrevs av Bates 1888. Xyloryctes teuthras ingår i släktet Xyloryctes och familjen Dynastidae. Inga underarter finns listade i Catalogue of Life.